# Appalachia
Appalachia är ett släkte av insekter. Appalachia ingår i familjen gräshoppor.
Kladogram enligt Catalogue of Life:
| Appalachia | \| \| Appalachia arcana \| \| \| \| \| \| Appalachia hebardi \| \| \| \| |
|            | \| \| Appalachia arcana \| \| \| \| \| \| Appalachia hebardi \| \| \| \| |
|            | Appalachia arcana                                                        |
|            |                                                                          |
|            | Appalachia hebardi                                                       |
|            |                                                                          |

## Bildgalleri

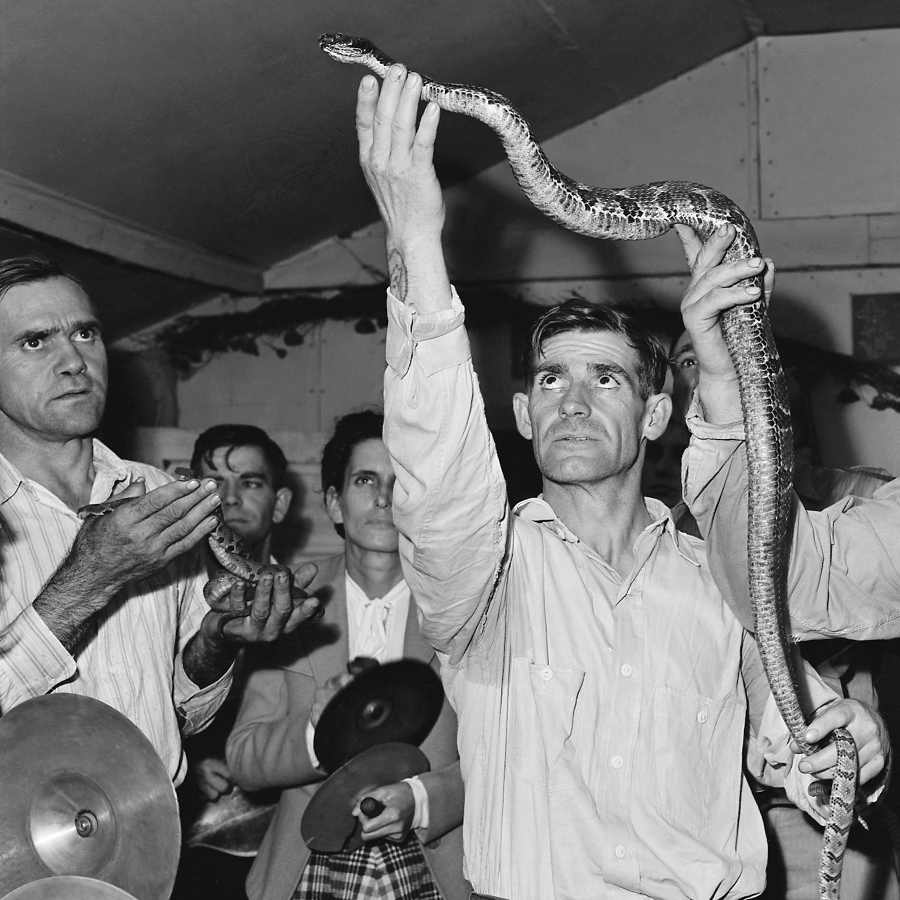
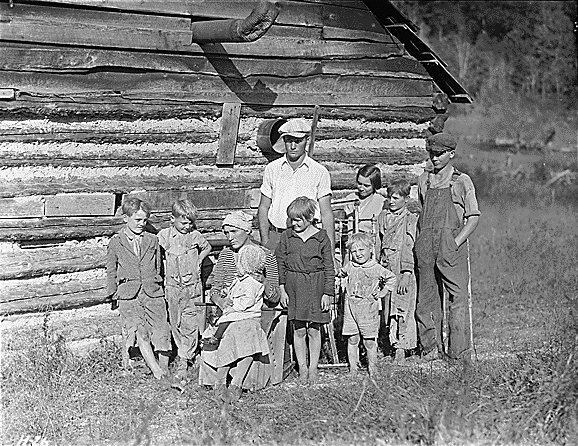
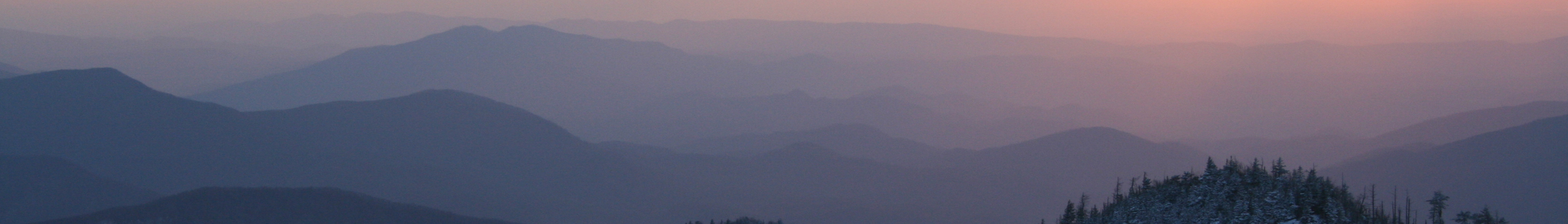
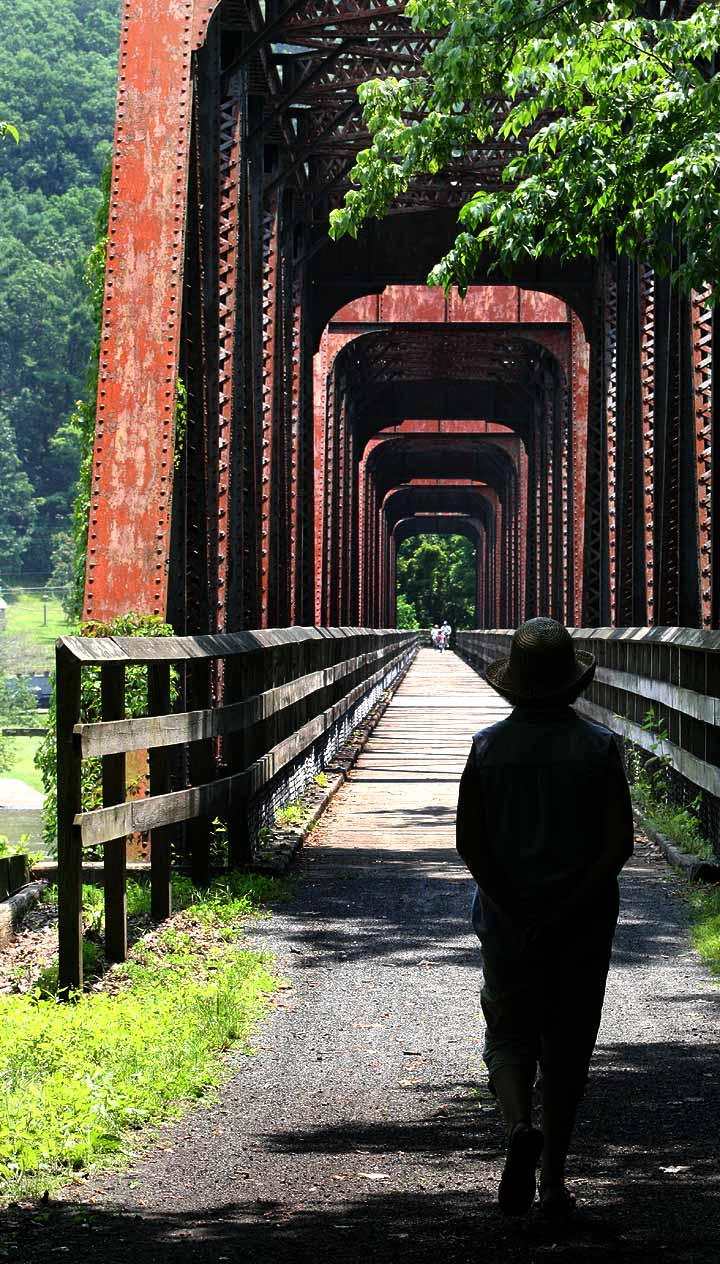